# Industrial Hardcore (Techno)
Industrial Hardcore ist eine Musikrichtung, die aus dem Gabber-orientierten Hardcore Techno hervorgegangen ist und in den frühen 1990er-Jahren entstand. Sie zeichnet sich vor allem durch Samples aus, die nach Industriemaschinen und -geräuschen klingen, und ähnelt teilweise dem Hard Techno oder auch Schranz. Eine Verwechslung mit Industrial Music, oft auch nur Industrial genannt, kommt aufgrund der Genre-Bezeichnung häufiger vor, aber beide Stile unterscheiden sich voneinander.

## Geschichte
Die Anfänge des Industrial Hardcore lassen sich bis in die frühen 1990er-Jahre zurückverfolgen, praktisch zur gleichen Zeit, als in den Niederlanden und den angrenzenden Ländern die Gabber-Musik entstand. Erst Mitte der 1990er-Jahre und dann in den 2000er-Jahren wurde das Genre durch bekannte Künstler und Bands wie Nasenbluten, Sebastian Hoff, Manu le Malin, Laurent Hô, Ophidian und Marc Acardipane geprägt. Independent-Labels wie Bloody Fist Records, The Third Movement und Industrial Strength Records trugen ebenfalls zur Popularisierung des Genres bei. Auf Festivals wie A Nightmare in Rotterdam wurden Industrial-Hardcore-Sessions veranstaltet. Im Dezember 2012 wurde Industrial Hardcore beim Thunderdome-Festival in einer eigenen Halle namens The Industrial Dome gespielt.

## Charakteristik
Industrial Hardcore hat im Vergleich zum sogenannten Mainstream (populären) Hardcore Techno ein relativ niedriges, sehr ausgeprägtes Tempo mit einem extrem verzerrten Bass Drum zwischen 130 und 180 bpm, der aber dennoch heftig und kraftvoll klingt und wie beim Mainstream Hardcore im 4⁄4-Takt gehalten wird. Die Tracks sind in der Regel instrumental, begleitet von verzerrten, experimentellen Klangstrukturen und aggressiven Rhythmen, gelegentlich werden auch Vocals eingespielt. Melodien bleiben dabei ein sekundäres Element, das Experimentieren mit Sounds steht im Vordergrund.

## Stiltypische Tracks
- Mescalinum United – We Have Arrived (1990)
- Biochip C. – I Am Hate (1997)
- Promo feat. Catscan – Virgin Territory (2001)
- Armageddon Project – Armageddon Style (2001)
- N-Vitral – Domination_ (2002)
- Nosferatu – Bloody Mary (2002)
- Enzyme X – Noisefloor (2003)
- Stormtrooper – Todesvoegel (2004)
- Void Settler – Gnomes Tinker With Time (2004)
- Neophyte vs. Lenny Dee – The Future Priests Of Now (2005)
- Drokz – The Final Disease (2005)
- Forsaken is Dead – Dead Inside (2005)
- Ophidian & Ruffneck – Noisemaker (2006)
- Tieum – Q BazZz (2007)
- N-Vitral – Ghettocore (2010)

## Bekannte Künstler
- Armageddon Project
- Catscan
- D-Passion
- DaY-már
- Enzyme X
- I:Gor
- Manu le Malin
- Marc Acardipane
- Mescalinum United
- Moleculez
- N-Vitral
- Negative-A
- Nosferatu
- Ophidian
- Peaky Pounder
- Promo/Rude Awakening
- Stormtrooper
- The Outside Agency
- The Relic
- The Punisher
- Unexist
- Void Settler
- Tymon

## Bekannte Labels
- PRSPCT
- The Third Movement
- Industrial Strength Records
- Enzyme Records
- Aftermatch
- Altern-Hate
- NOISJ